# Kazimierz Nitsch

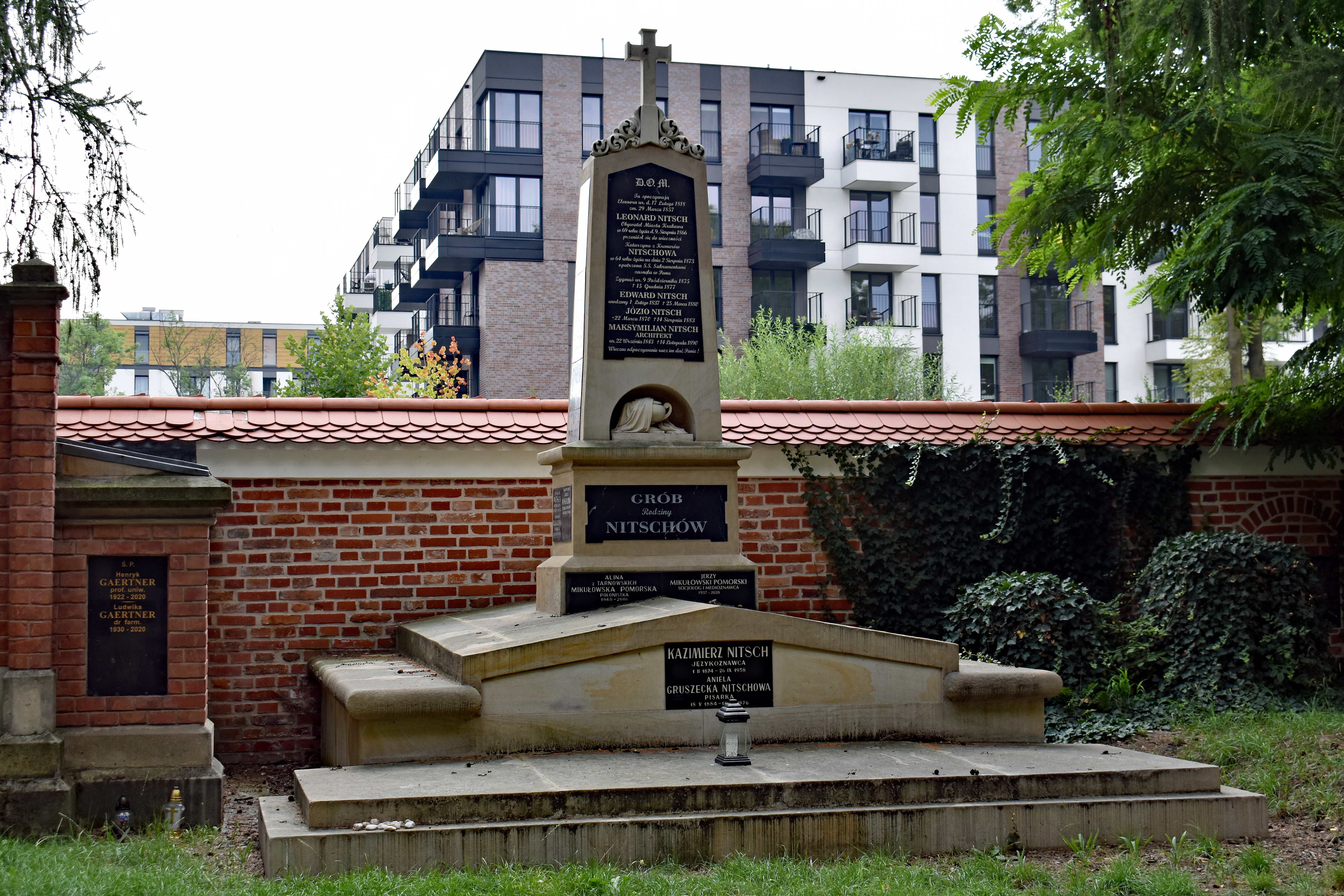
Cmentarz Rakowicki.
Grobowiec rodziny Nitschów.

Kazimierz Ignacy Nitsch (ur. 1 lutego 1874 w Krakowie, zm. 26 września 1958 tamże) – polski językoznawca slawista, historyk języka polskiego, dialektolog. Był jednym ze współzałożycieli Towarzystwa Miłośników Języka Polskiego i w latach 1919–1958 redagował organ towarzystwa „Język Polski”. W 1901 rozpoczął badania dialektologiczne na Kaszubach. Prezes Polskiej Akademii Umiejętności.

## Życiorys
Urodził się 1 lutego 1874 w Krakowie, w rodzinie Maksymiliana i Marii Salomei ze Studzińskich (1846–1924). Kształcił się w Gimnazjum św. Anny. W 1903 uzyskał stypendium Akademii Umiejętności i wyjechał na studia do Pragi i Paryża. Po powrocie w 1904 rozpoczął badanie dialektów pomorskich. W 1908 habilitował się pod kierunkiem Jana Rozwadowskiego na podstawie pracy Stosunki pokrewieństwa języków lechickich. W 1911 został profesorem nadzwyczajnym na Uniwersytecie Jagiellońskim i pracował u boku Jana Łosia. W 1917 przeniósł się na Uniwersytet Lwowski i tam objął samodzielne stanowisko profesora języka polskiego, ale już w 1920 wrócił na Uniwersytet Jagielloński, by objąć opuszczone przez Jana Łosia stanowisko profesora filologii słowiańskiej, a po śmierci Łosia w 1928 także katedrę języka polskiego.
Należał do czołowych polskich akademii naukowych – Polskiej Akademii Umiejętności (1911 członek korespondent, 1924 członek czynny), Polskiej Akademii Nauk (1952 członek rzeczywisty), Towarzystwa Naukowego Warszawskiego (1932 członek zwyczajny). Był ekspertem delegacji polskiej na konferencji pokojowej w Paryżu w 1919 roku zajmującym się zagadnieniami geograficznymi i etnograficznymi. W 1939 przeszedł na emeryturę. 6 listopada 1939 został aresztowany w ramach Sonderaktion Krakau, więziony w Sachsenhausen skąd zwolniono go w lutym 1940.
W latach 1946–1952 pełnił funkcję prezesa PAU, od 1952 był członkiem rzeczywistym PAN, w latach 1952–1957 wiceprezesem PAN, w latach 1952–1958 członkiem jej prezydium. Po wojnie członek Komisji Ustalania Nazw Miejscowości. 
Zmarł w Krakowie, pochowany na cmentarzu Rakowickim (kwatera KC-po prawej Merkertów).

## Życie prywatne
Od 1913 był mężem Anieli Gruszeckiej, pisarki, córki Artura Gruszeckiego, pisarza i publicysty. Stryjecznym bratem Kazimierza był Roman Nitsch, mikrobiolog, członek Polskiej Akademii Umiejętności (PAU).

## Twórczość (wybór)
- Mowa ludu polskiego (1911)
- Dialekty języka polskiego (1915, wyd. zmienione w 1923 i 1958)
- Atlas językowy polskiego Podkarpacia (1934, wraz z Mieczysławem Małeckim)

## Ordery i odznaczenia
- Order Sztandaru Pracy I klasy (1 lutego 1954)[8]
- Krzyż Komandorski z Gwiazdą Orderu Odrodzenia Polski (22 lipca 1951)[9]
- Krzyż Komandorski Orderu Odrodzenia Polski (30 kwietnia 1925)[10]
- Złoty Wawrzyn Akademicki (7 listopada 1936)[11]

## Nagrody i wyróżnienia
- tytuł doktora honoris causa Uniwersytetu Paryskiego (1945)[12]
- Nagroda Państwowa I stopnia (1953)[13]